# عرنجية

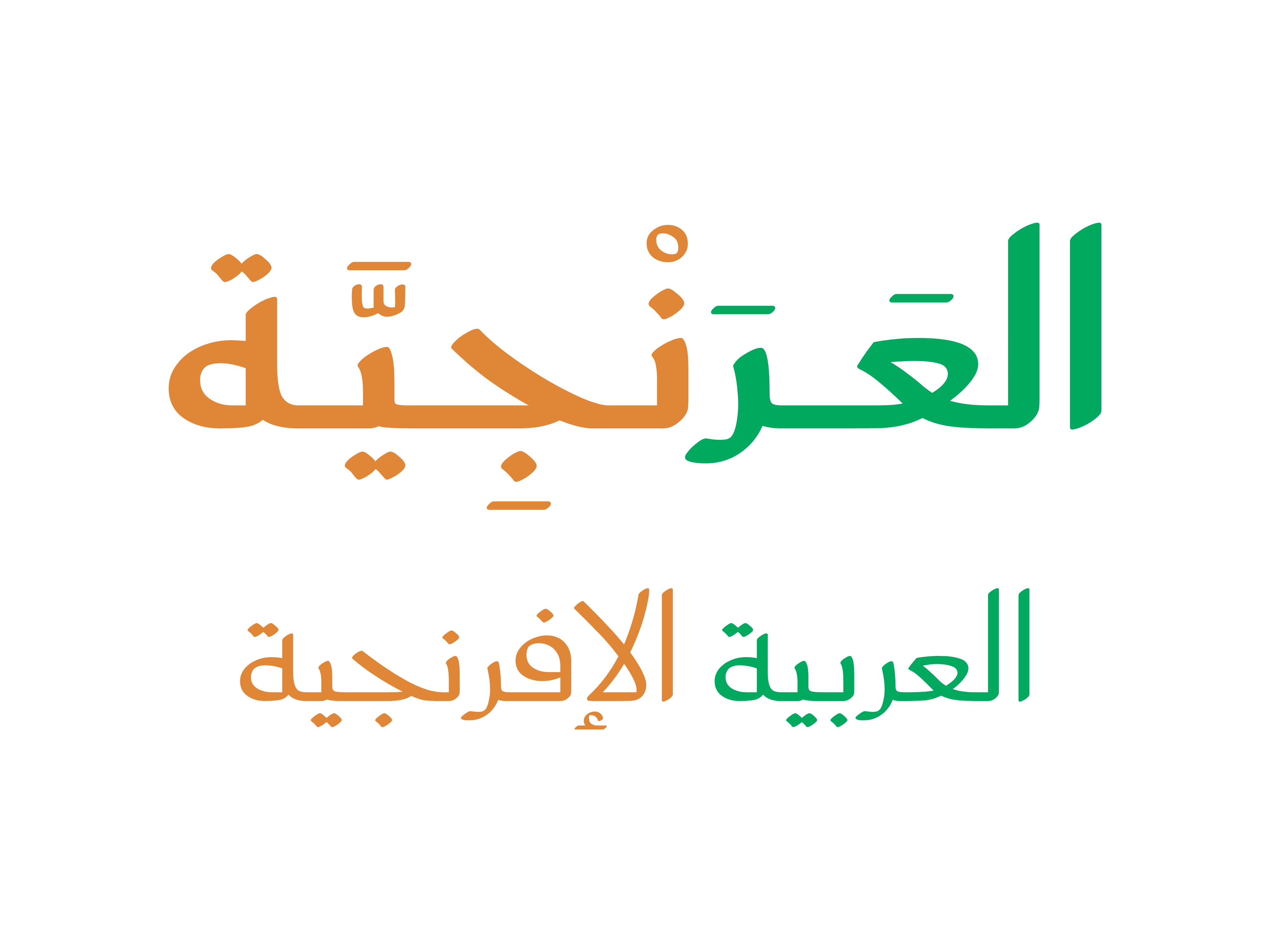
كلمة العرنجية وطريقة نحتها

العَرَنْجِيَّة (نحتٌ لكلمتي "العربية الإفرنجية") هي حذو الكلام العربي على الكلام الإفرنجي، فكان عن ذلك لغة هجينة لا فصاحة فيها ولا بلاغة. توصف بالعرنجية الجُمل المكتوبة والمنطوق بها الركيكة كثيرة الحشو بلا حاجة فيعسر الفهم ويغمض المعنى أحيانا ويثقل أخرى ويسمج. بدأت العرنجية منذ العقود الماضية من كثرة المحتوى المترجم من الكتب والمحتوى المرئي مثل الأفلام والمسلسلات من اللغة الإنجليزية إلى العربية أو من لغات أخرى ثم إلى الإنجليزية ثم العربية، فاعتادت العامة التركيب الأعجمي للجملة، فبدلًا من استعمال الترجمة لنقل المعنى استعملوها لترجمة الكلمات منفردة وهو خطأ.

## التسمية
ذاع المصطلح بعد نشر الترجمان أحمد الغامدي كتابه "العرنجية" عند أهل اللغة ليفرق بين الجُمل العربية الفصيحة والركيكة.

## الأسباب
تأتي العرنجية من أسباب كثيرة منها:
- قلة قراءة الكتب خصوصًا القديمة
- الجهل في علوم لغة العرب مثل النحو
- استئجار المؤسسات والجهات الأعجمية مترجمين غير أكفاء
- تقاعس وفشل أدوات وبرامج الترجمة الحديثة في تكوين الجُمل بصحة

## أمثلة

### أمثلة عامة
في الأمثلة سترى جُمل فصيحة ومن بعدها ترجمتها الإنجليزية ثم العرنجية لتوضيح شكلها إثر الترجمة العرنجية ثم شرح الخطأ:
| # | الجملة الأصل (فصيح) | الترجمة الإنجليزية                  | الترجمة بالنقل العرنجي (ركيك)        | التعليل                                       |
| - | ------------------- | ----------------------------------- | ------------------------------------ | --------------------------------------------- |
| 1 | تغدّيتُ اليوم         | I ate lunch today                   | لقد أكلت الغداء اليوم                | ترجمة كل كلمة إنجليزية ووضعها في الجملة       |
| 2 | هل تقوى على حمل هذا | Are you strong enough to carry this | هل أنت قوي بما فيه الكفاية لتحمل هذا | ترجمة كل كلمة إنجليزية ووضعها في الجملة       |
| 3 | مُنِح الجائزة         | The award was given to him          | تم منح الجائزة له                    | استعمال "تم" بلا حاجة، ولم يُجعل مبنيًا للمجهول |
| 4 | أُنجِز العمل          | The job was done                    | تم إنجاز العمل                       | استعمال "تم" بلا حاجة، ولم يُجعل مبنيًا للمجهول |
| 5 | أُنهِي العقد          | The contract has been terminated    | تم إنهاء العقد                       | استعمال "تم" بلا حاجة، ولم يُجعل مبنيًا للمجهول |

### أمثلة من الكتب
في الأمثلة سترى جُمل مأخوذة من كتب عربية وترجمها الأعاجم في كتبهم ثم نعرضها لك كيف ستغدو بعد ترجمتها من الإنجليزية إلى العرنجية من جديد:
| #  | الجملة الأصلية                                                                                     | كيف ترجمها الأعاجم في كتبهم | الترجمة إلى العربية من جديد (عرنجية)                                                                        | الكتاب الأصل                   |
| -- | -------------------------------------------------------------------------------------------------- | --- | --- | ------------------------------ |
| 1  | ‌‌وهذا آخر الكتاب                                                                                    | THE END | النهاية | نشوار المحاضرة وأخبار المذاكرة |
| 2  | فقلت شيلوها. ثم قلت ما السبب في هذا                                                                | So I ordered them to be removed. I proceeded to ask the reason for this                                                                            | لهذا أمرتهم بإزالتها. قمت بالسؤال عن السبب في هذا                                                           | نشوار المحاضرة وأخبار المذاكرة |
| 3  | رأيت ببغداد صوفيا يعرف بأبي الفتح، أعور، في مجلس أبي عبد الله ابن البهلول، يقرأ بألحان، قراءة حسنة | I saw in Baghdad a one-eyed Sufi, named Abu'l-Fath, who was chanting the Qur'an beautifully in a gathering arranged by Abu 'Abdallah Ibn al-Buhlul | رأيت في بغداد صوفي بعين واحدة، اسمه أبو الفتح، الذي كان يلحن القرآن بجمال في تجمُّع رتّبه أبو عبد الله البهلول | نشوار المحاضرة وأخبار المذاكرة |
| 4  | فأصلح جعفر بن عبد الواحد بين الفريقين                                                              | A reconciliation between the two groups was arranged by Ja'far b. 'Abd al-Wahid                                                                    | صلح ترتب بين المجموعتين تم بواسطة جعفر بن عبد الواحد                                                        | تاريخ الطبري                   |
| 5  | فقال لهم أبو الساج: قولوا له يتنحى عني، ولا أراه                                                   | Abu al-Saj then responded, Tell him to stay away from me, and I won't be looking for him                                                           | ثم رد أبو الساج: أخبروه أن يبقى بعيدًا عني، ولن أكون باحثًا عنه                                               | تاريخ الطبري                   |
| 6  | فكلموه في أمر الطالبي الشاخص إلى الكوفة                                                            | They spoke to him concerning the Talibid who was going to al-Kufah                                                                                 | تحدثوا إليه بخصوص الطالبي الذي كان ذاهبًا إلى الكوفة                                                         | تاريخ الطبري                   |
| 7  | ثم أخذ منه كفيلا وأطلقه                                                                            | Later, he took a surety from him and set him free                                                                                                  | لاحقًا، قام بأخذ كفالة منه وأطلق سراحه                                                                       | تاريخ الطبري                   |
| 8  | وودع أبو هاشم أهله                                                                                 | As for Abu Hashim, he bid farewell to his family                                                                                                   | بالنسبة لأبو هاشم، قام بتوديع أهله                                                                          | تاريخ الطبري                   |
| 9  | فاجتمع أكابرهم عند الصديق رضي الله عنه وقالوا                                                      | Their chiefs therefore consulted each other | لذلك قام رؤساؤهم باستشارة بعضهم البعض                                                                       | فتوح الشام                     |
| 10 | حسن العينين والوجه، ضيق الجبين، أحمر الوجنتين، حسن الجسم، طويلا                                    | His eyes were beautiful, his face was narrow and handsome, and he had reddish cheeks. He was tall in stature.                                      | كانت عيناه جميلتان، كان وجهه ضيق ووسيم، وكان يملك خدّين أحمرين. كان طويل القامة.                             | تاريخ الطبري                   |
| 11 | وكان أبيض أسود الشعر كثيفه                                                                         | He had a white complexion and thick dark hair | كان يملك بشرة بيضاء وشعر كثيف أسود اللون                                                                    | تاريخ الطبري                   |
| 12 | فطلب حسوة من ماء البئر، فمنعوه                                                                     | Even when he requested a mouthful of well water, it was denied to him                                                                              | حتى عندما طلب جرعة ملئ الفم من ماء البئر، تم منعه منه                                                       | تاريخ الطبري                   |
| 13 | فقال: لا أحسنه                                                                                     | He responded, I can't do a good job of that | فأجاب: لا أستطيع أن أقوم بعمل جيد بذلك                                                                      | تاريخ الطبري                   |
| 14 | مُوجبَات الحركات النفسانية                                                                           | THE INFLUENCE OF PERTURBATIONS OF MIND | تأثير اضطرابات العقل                                                                                        | القانون في الطب                |
| 15 | فَإِن كل وَاحِد من هَذِه الْأَقْسَام قد يكون رَدِيء الكيموس وَقد يكون مَحْمُود الكيموس                             | ARRANGED ACCORDING TO QUALITY OF CHYME | تم ترتيبها وفقًا لجودة الكيموس                                                                               | القانون في الطب                |

فكما هو مُلاحظ في المثال 15 مثلا، يقوم الأعاجم بالترجمة حسب المعنى وليس بترجمة كل كلمة من الجملة العربية ووضعها جانب بعض لتشكيل جملة ركيكة صعبة الفهم لهم، عكس العرنجية التي يتم ذلك فيها.